# Microsporofillo

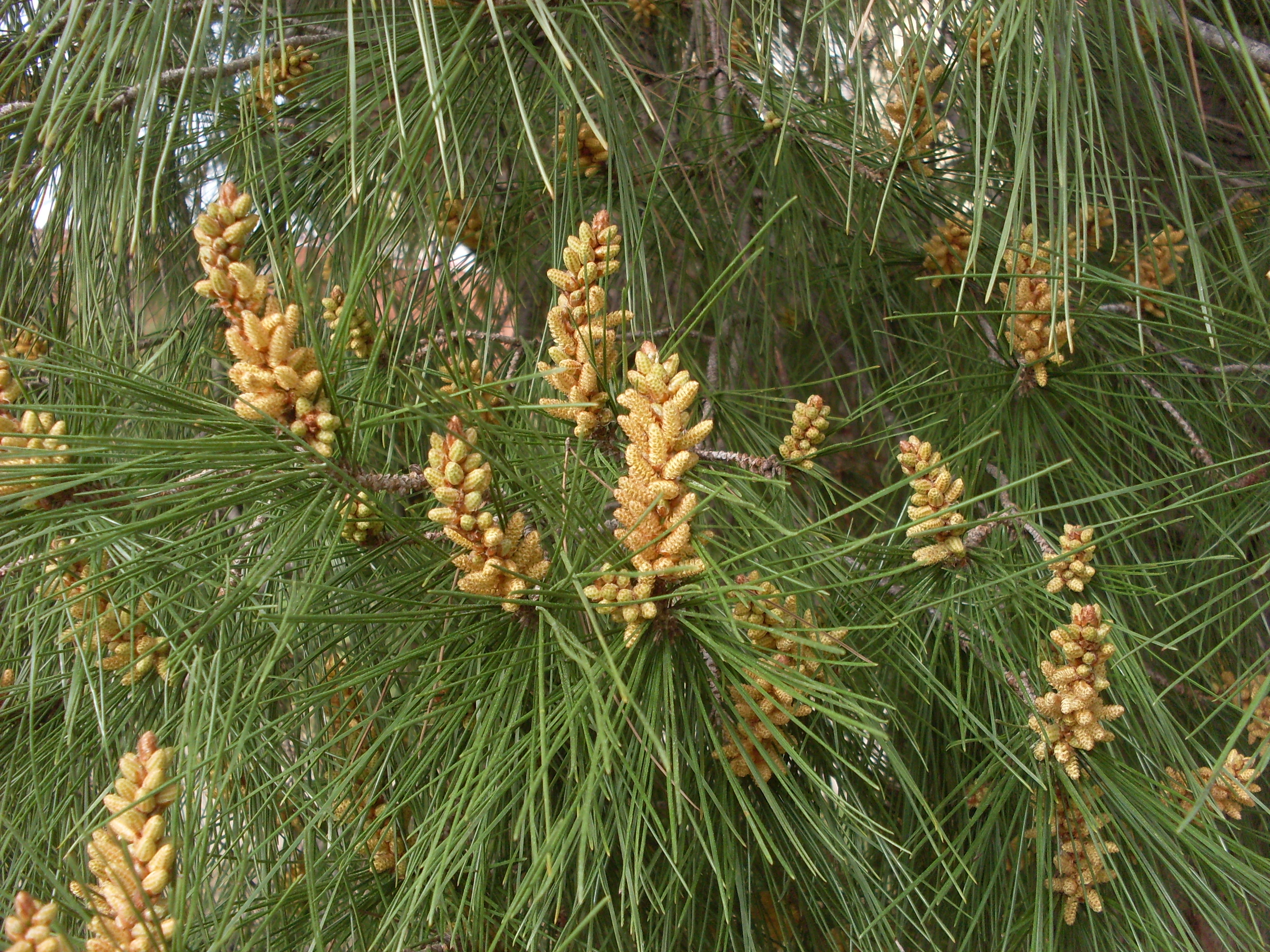
Strobili maschili di pino domestico.

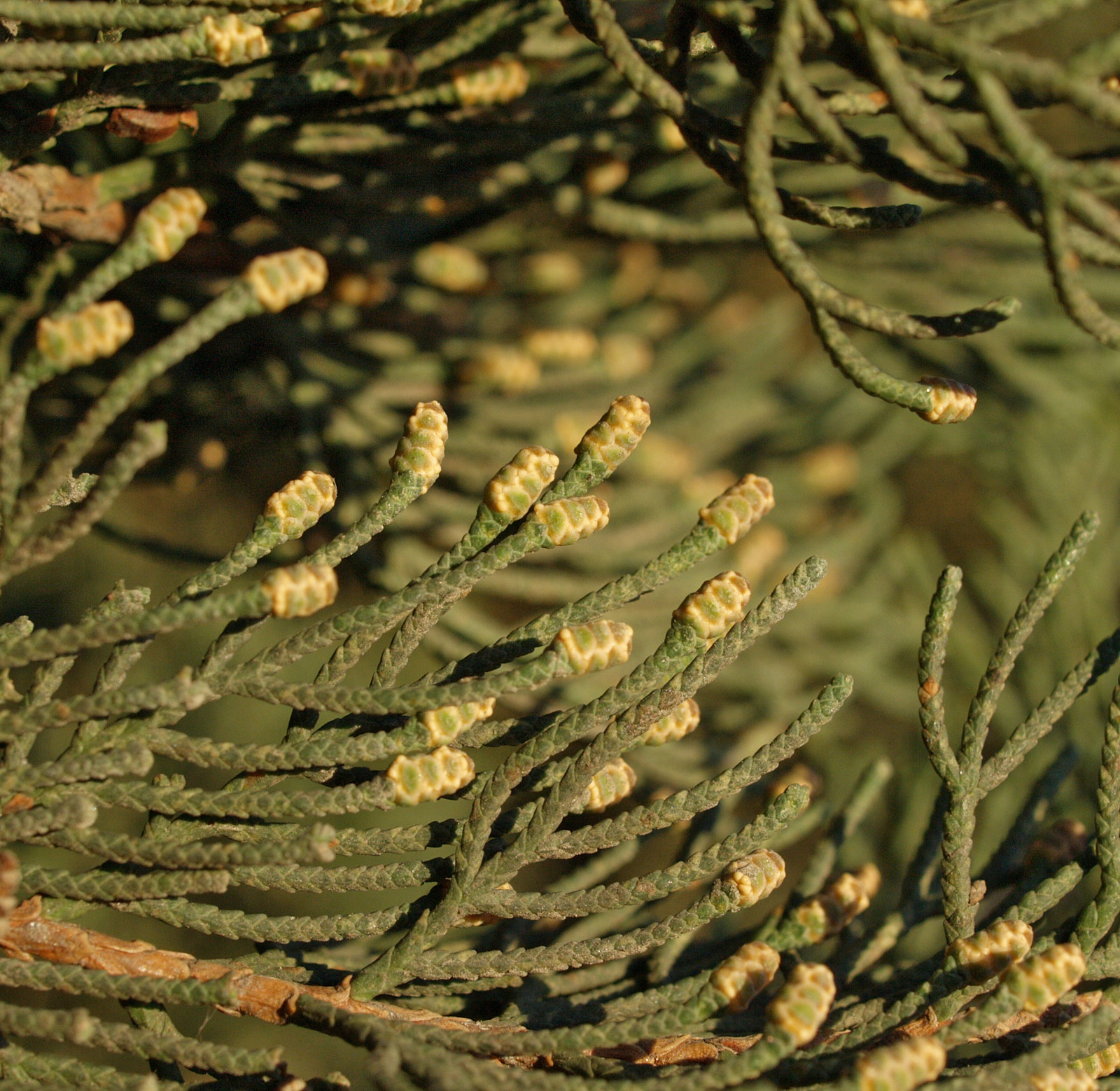
Strobili maschili di cipresso mediterraneo.

Il microsporofillo è una foglia squamiforme che si identifica con l'organo di riproduzione sessuale maschile delle Gymnospermae. È localizzato nello strobilo (o cono) maschile, insieme a numerosi altri microsporofilli, i quali si inseriscono, più o meno appressati, sull'asse longitudinale dello strobilo con una fillotassi elicoidale o verticillata. Nel ciclo sessuale delle Gymnospermae, il microsporofillo è dunque presente sullo sporofito, ovvero la pianta.
All'ascella di ogni microsporofillo, in corrispondenza del lato inferiore, è ubicata la sacca pollinica o microsporangio, al cui interno sono presenti le cellule madri del polline, a corredo cromosomico diploide. A seguito della meiosi, le cellule madre originano i granuli pollinici, a corredo cromosomico aploide.
I microsporofilli sono emessi in primavera. Gli strobili sono visibili alla base dei nuovi getti (Pinaceae) oppure all'apice dei giovani rametti (Cupressaceae).